# Arsenal der Demokratie
Arsenal der Demokratie (engl. Arsenal of Democracy) ist eine bedeutsame Phrase, die Franklin Delano Roosevelt am 29. Dezember 1940 im ersten Kamingespräch (engl. fireside chat) seiner dritten Amtsperiode benützte. In dieser Rede an die Nation wollte er die Vereinigten Staaten darauf einstimmen, mit unbezahlten Waffenlieferungen aus amerikanischer Produktion die Alliierten politisch und materiell zu unterstützen, ohne in den Zweiten Weltkrieg einzutreten. Aus dem Konzept entstand das Leih- und Pachtgesetz (Lend-Lease Act).

## Hintergrund
Großbritannien und seine Verbündeten, waren im Kampf gegen die Achsenmächte an den Rand ihrer Zahlungsfähigkeit geraten und die amerikanischen Neutralitätsgesetze erlaubten keine Waffenverkäufe auf Kredit an kriegführende Staaten. Es wurde im ganzen Land diskutiert, ob und wie man Großbritannien helfen könne, ohne in einen Krieg verwickelt zu werden. Am 17. Dezember 1940 hatte Roosevelt in einer Pressekonferenz das Gleichnis vom Gartenschlauch als Lösungsansatz für das Problem angeführt. Man würde nicht über Dollars sprechen, wenn ein guter Nachbar sich einen Schlauch zum Feuerlöschen leihen wolle, weil sein Haus brenne.
In seinem ersten Kamingespräch an die Nation wollte er die Bevölkerung für seine Idee des Lend lease gewinnen. Er führte aus, dass es keine Hoffnung auf einen dauerhaften Verhandlungsfrieden mit Deutschland oder ein Appeasement mit Gesetzlosen gäbe. Wenn Großbritannien fallen würde, dann würde die unheilige Allianz bestehend aus Japan, Deutschland und Italien ihre Welteroberung fortsetzen und Amerika wäre bedroht. Deshalb müssten die USA zum großen „Arsenal der Demokratie“ werden und damit die gleiche Entschlossenheit und den gleichen Patriotismus zeigen, wie wenn sie im Krieg wären.

## Rezeption

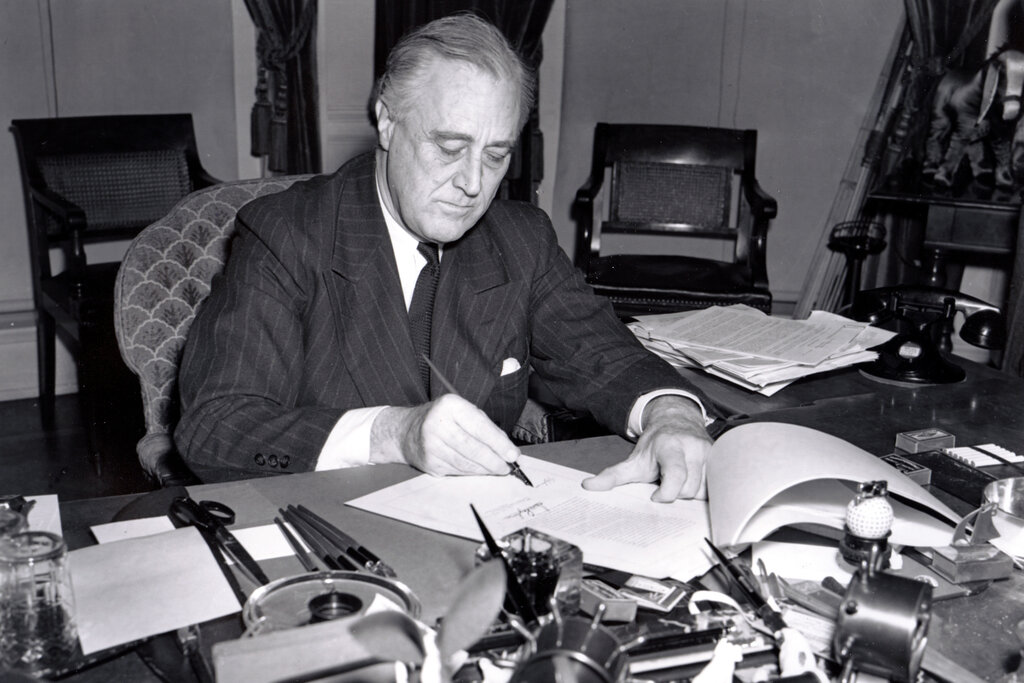
Roosevelt unterzeichnet Leih- und Pachtgesetz

Das Leih- und Pachtgesetz erhielt Mehrheiten in beiden Kammern und wurde am 11. März 1941 von Roosevelt unterzeichnet.
Der amerikanische Militärhistoriker Kent Greenfield bezeichnete das Konzept, das hinter dem „Arsenal der Demokratie“ steckte, als die Strategie, die Feinde mit einer schnell wachsenden übermächtigen Materialproduktion zu konfrontieren und sie dann mit einem Minimum an amerikanischen Menschenverlusten zu besiegen.